# Castrum di Affile
Il Castrum di Affile è un castro sito ad Affile in provincia di Roma.

## Descrizione
Le mura poligonali delimitano il centro storico di Affile e, dato i numerosi cambiamenti del centro storico, è difficile la ricostruzione completa dell'intero percorso delle mura.
Il nucleo originario corrisponde al nucleo centrale delimitato da Via della Torre, questa è anche la zona più alta del paese.
Il lato nord era la zona difesa meglio in quanto protetta da un precipizio.
L'accesso ad ovest era garantito dalla Porta della Valle.
I rioni Castelluzzo e Colle Nuovo sono tra i primi ampliamenti del centro storico.
Il lato est non mostra resti di porte, tuttavia nei pressi del Castelluzzo, forse è da ascrivere ad una via che risulta quasi privata.
Del XIV secolo risulta la Porta della Valle. I piedritti ed i conci della ghiera sono composti di pietra calcarea squadrata. Il concio di chiave è contornato da un bassorilievo. Invece i piedritti presentano delle cavità su cui si poteva inserire la trave in legno con cui si chiudeva la porta. L'arco è sostenuto da blocchi sporgenti di sostegno. A nord la porta era munita di un forte di difesa. I resti di questa fortificazione sono visibili dalla cantina dell'edificio che ne ha preso il posto.
L'edificio originario era a pianta circolare con blocchi di forma irregolare posti in file ordinate e uniti insieme da abbondante malta.
A su, invece, anche se non ne rimangono resti si ipotizza un altro avamposto.
Una tradizione locale vuole posta a sud della chiesa di Santa Felicita la Porta Vipera.

### Alcune tipologie di edifici civili
Secondo alcuni documenti della 1ª metà del XV secolo si evince che i principali tipi di abitazione sono tre:
- Case il cui ingresso dà direttamente sulla strada (con o senza scalinata d'accesso a seconda della pendenza della strada).
- Case con accesso ai piani superiori mediante una scalinata.
- Vi si accede mediante un'arcata che sovrasta la via d'accesso e, sotto l'arcata, vi è l'accesso tramite una scalinata (con pochi gradini se a livello strada, con più gradini se al 1º piano). Di quest'ultimo tipo vi rimane sono una casa in Via della Torre.